# Roudná
Roudná är en ort i Tjeckien.   Den ligger i regionen Södra Böhmen, i den centrala delen av landet, 90 km söder om huvudstaden Prag. Roudná ligger 403 meter över havet och antalet invånare är 510.
Terrängen runt Roudná är huvudsakligen platt. Roudná ligger nere i en dal som går i nord-sydlig riktning. Runt Roudná är det ganska glesbefolkat, med 25 invånare per kvadratkilometer. Närmaste större samhälle är Tábor, 13,0 km norr om Roudná. Trakten runt Roudná består till största delen av jordbruksmark.